# Frank Armi
Frank Armi est un pilote automobile américain né le 12 octobre 1918 à Portland (Oregon) et décédé le 28 novembre 1992 à Hanford (Californie).

## Carrière
Armi commence sa carrière en sport automobile en 1950 dans le championnat AAA. 
En 1951 il tente, sur trois voitures différentes (une Kurtis Kraft-Durray de Bardahl-Dick Page, une Scopa-Offenhauser de Joe Scopa et une Bardazon-Offenhauser de Hancok Dome), à se qualifier pour les 500 miles d’Indianapolis, sans succès. 
En 1953, il effectue une nouvelle tentative à Indianapolis, cette fois-ci au volant d'une Kurtis Kraft 4000-Offenhauser pour Mel-Rae-Mel Wiggers mais la qualification ne vient toujours pas.
Il revient en 1954 avec une autre Kurtis Kraft-Offenhauser pour T.W. & W.T. Martin et se qualifie en 33e et dernière position. Il couvre 179 tours avant de laisser le volant à George Fonder qui franchira la ligne d'arrivée 19e. 
Par la suite, il participe à une dernière course en championnat AAA avant de continuer dans des épreuves régionales jusque dans les années 1960. 
Il arrête sa carrière automobile pour devenir technicien du son pour la télévision et le cinéma.